# Hopelchén (kommun)
Hopelchén är en kommun i Mexiko.   Den ligger i delstaten Campeche, i den östra delen av landet, 1 000 km öster om huvudstaden Mexico City. Antalet invånare är 37 777. Arean är 7 460 kvadratkilometer.
Terrängen i Hopelchén är platt åt nordost, men åt sydväst är den kuperad.
Följande samhällen finns i Hopelchén:
- Hopelchén
- Dzibalchen
- Cancabchén
- Xmejía
- San Juan Bautista Sahcabchén
- X-Canhá
- Chan-Chen
- Pachuitz
- El Poste
- El Temporal Cinco
- Campo Menonita Número Siete
- Campo Menonita Santa Rosa
- Nuevo Durango Cuatro
- Nuevo Durango Uno
- Campo Menonita Número Nueve
- La Nueva Trinidad Tres
- El Temporal Uno
- El Temporal Tres
- Yaxché Akal
- Xcanahaltún Huechil Unidos
- Nuevo Durango Cinco
- Campo Menonita Número Doce
- Xcalot Akal